# Municipio de Conley
El municipio de Conley (en inglés: Conley Township) es un municipio ubicado en el condado de Holt en el estado estadounidense de Nebraska. En el año 2010 tenía una población de 64 habitantes y una densidad poblacional de 0,34 personas por km².

## Geografía
El municipio de Conley se encuentra ubicado en las coordenadas 42°8′43″N 98°47′15″O / 42.14528, -98.78750. Según la Oficina del Censo de los Estados Unidos, el municipio tiene una superficie total de 187.18 km², de la cual 187,16 km² corresponden a tierra firme y (0,01 %) 0,02 km² es agua.

## Demografía
Según el censo de 2010, había 64 personas residiendo en el municipio de Conley. La densidad de población era de 0,34 hab./km². De los 64 habitantes, el municipio de Conley estaba compuesto por el 100 % blancos. Del total de la población el 0 % eran hispanos o latinos de cualquier raza.